# Braggia echinata
Braggia echinata är en insektsart som beskrevs av David D. Gillette och Palmer 1929. Braggia echinata ingår i släktet Braggia och familjen långrörsbladlöss. Inga underarter finns listade i Catalogue of Life.